# Karolinaspett
Karolinaspett (Melanerpes carolinus) är en fågel i familjen hackspettar som förekommer i östra Nordamerika.

## Utseende och läten
Karolinaspetten är en 24 cm lång hackspett med tätt svartvitbandad rygg, enfärgat ljusbrun undersida och röd nacke. Hanen har rött även på hjässan. Den rödaktiga anstrykningen på buken som gett arten sitt engelska namn (Red-bellied Woodpecker) är svår att se. I flykten syns mestadels vitt på övergumpen och centralt på stjärten, men hos fåglar i Florida är stjärten helsvart.

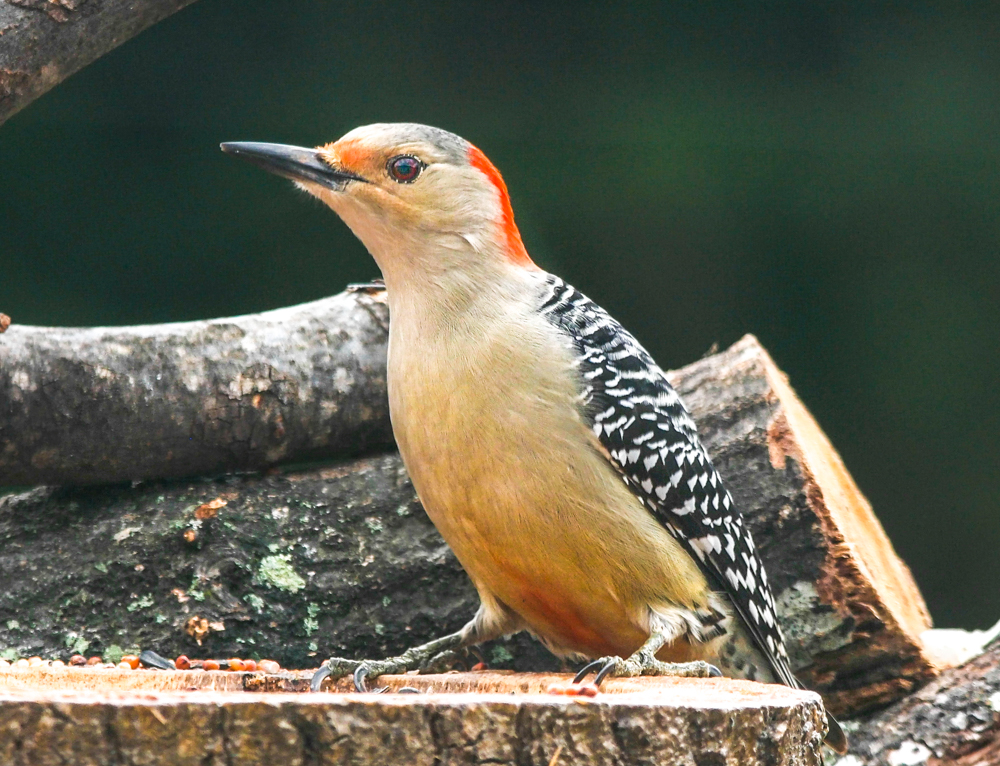
Hona.

Lätet beskrivs som ett högljutt och fylligt "quirrr". I flykten hörs ett lågt "chug". Även hårda "chig-chig" kan höras, ibland utdragna till längre serier. Fågelns trumvirvel är jämfört med andra arter medellång och medelsnabb, ibland inledd med en eller flera separata slag.

## Utbredning och systematik
Fågeln förekommer i östra Nordamerika, närmare bestämt från sydöstra North Dakota, centrala Minnesota och norra Wisconsin österut till sydligaste Ontario i Kanada och södra Massachusetts, och söderut till kustnära Texas och Florida. Den behandlas som monotypisk, det vill säga att den inte delas in i några underarter.
Arten är närbesläktad med gulpannad hackspett och hybridiserar med den där deras utbredningsområden möts. Undersökningar visar på en hybridiseringsgrad på 15,8 %. Hybridiseringen verkar dock vara begränsad till sydvästra Oklahoma där gulpannad hackspett nyligen etablerat sig.

## Levnadssätt
Karolinaspetten är en vanlig fågel i högvuxen lövskog där den mer eller mindre är en allätare. Fågeln häckar mellan slutet av mars och augusti.

## Status och hot
Arten har ett stort utbredningsområde och en stor population, och tros öka i antal. Utifrån dessa kriterier kategoriserar internationella naturvårdsunionen IUCN arten som livskraftig (LC).